# ザ・ホラー
『ザ・ホラー』は、かつて角川書店が発行していた日本のホラー漫画雑誌。1998年8月号（7月発売）より隔月創刊、2000年12月号（11月発売）をもって休刊。奇数月16日に発売され通巻15号（隔月号）が発刊された。

## 概要
1997年、『ミステリーDX』増刊（1997年8月号）として創刊。1998年4月号を経て同年8月号より隔月刊化、独立創刊。
80年代後半から90年代にかけて起こった少女向けホラー漫画ブームの中で、次々と生まれた雑誌の1つ。掲載作品は新作読み切りが主で、犬木加奈子や御茶漬海苔といった当時同ジャンルで活躍する作家が多数参加した。漫画のほかにも、掲載作品の映画化である『フシギのたたりちゃん』の特集記事などが掲載された。
外観は『ホラーM』などの類似雑誌と同様に、おどろおどろしい表紙絵と、ページ数が多く（700頁超）分厚いのが特徴。表紙イラストは犬木加奈子が手がけた。

## おもな掲載作品
- 綾瀬涙+東里桐子
- 稲垣美佐緒 - 「死体処理請負人アマネ」
- 伊藤ゆみ
- 犬木加奈子 - 「新・不思議のたたりちゃん」
- 大橋薫 - 「口裂け少女さっちゃん」（原作：大塚英志）「悪魔のお店」
- 小野塚カホリ
- 御茶漬海苔 - 「鏡の国のキュルキュル」「惨劇館」
- かとうえむ
- 蕪木彩子 -
- 神田森莉 - 「地獄小学生サタンちゃん」「キャリブー」
- 空路
- 古賀新一 - 「魔女裁判」
- 児嶋都 - 「怪奇大盛!!肉子ちゃん」「眼球綺譚 -yui-」（原作：綾辻行人）
- 千之ナイフ
- たに♡ゆめじ
- 津上柊子
- 西川淳 - 「わてら祟られ三姉妹」
- 服部あゆみ
- ひきた美幸
- 日野日出志
- 山咲トオル - 「怨霊学園」
- 吉川うたた - 「日招きの辻」
- アンソロジー  「最新・超怖い話」シリーズ（原作：稲川淳二）

※ペンネームは原文ママ

## 増刊号

### プチプチ
『女の子☆コミック プチプチ』。2000年7月7日発売。『ザ・ホラー』8月号増刊。定価500円。
掲載作品
- おじゃる丸（原案：犬丸りん）
- 新・不思議のたたりちゃん（犬木加奈子）
- ディジタル・ホームズ（原作：やまべやすお アークシステムワークス/漫画：さとうあきら）
- メイクアップ☆マジック（大久保みどり）
- I Love プーチ（ハザママサシ）
- フラワープリンセスKA･DA･N（原作：よこみぞくにひこ/漫画：西条ひなき）
- めざせ!!ハムスターブリーダー（大宮直依）
- 学園探検ぴんくる・ファイブ（たかはしきゃう）

ほか

### 世にも奇妙な物語
『世にも奇妙な物語 雑誌の特別編』。2000年10月25日発売。『ザ・ホラー』12月号増刊。定価440円。同名TVシリーズのベストセレクション。漫画7篇のほか映画『世にも奇妙な物語 映画の特別編』の公開直前特集を掲載。
掲載作品
- 不幸の伝説（新井理恵）
- 壁の小説（津上柊子）
- シャドウボクサー（古舘由姫子）
- 懲役30日（藤原凪子）
- 見たら最後（燎上さや）
- 逆探知（古結あかね）
- サムライ化する男（黒崎さつき）